# Ель сербская
Ель сербская (лат. Picea omorika) — редкий вид деревьев рода Ель семейства Сосновые (Pinaceae).
Один из самых малораспространённых в естественной среде видов елей, однако ввиду стойкости и неприхотливости получившая широкое распространение в садоводстве.

## Открытие и название
Для научного сообщества ель сербская была открыта в 1875 году
на горе Тара недалеко от деревни Заовине сербским ботаником Иосифом Панчичем. 
Видовая часть латинского названия (omorika) взята из сербского языка, где «оморика» — название только этого вида ели (остальные называются «смрча»). Таким образом, латинское название этого вида можно перевести как «Ель — сербская ель». В Сербии этот вид также называют серб. Панчићева оморика («ель Панчича»), в честь первооткрывателя растения.

## Распространение
Эндемик долины реки Дрина в Западной Сербии и Восточной Боснии и Герцеговине вблизи Вишеграда. Она растёт только в небольшом районе площадью около 60 га, на высотах между 800—1600 метрами над уровнем моря.

## Ботаническое описание
Это среднего размера вечнозелёное дерево высотой 20—35 метров, в исключительных случаях до 40 метров высотой, с диаметром ствола до 1 метра. Крона узкопирамидальная, почти колонновидная; сучья относительно короткие, отстоящие друг от друга и приподнятые.
Побеги желтовато-коричневые, густо опушённые. Иглы 10—20 мм длиной, сжатые в поперечном сечении, а также сине-зелёные сверху и бело-голубые ниже. Согласно другому источнику, иглы 8—18 мм длиной и 2 мм шириной, сжатые, с обеих сторон килеватые, снизу с двумя белыми широкими устьичными каналами, сверху блестящие, тёмно-зелёные.
Шишки 4—7 см длиной, веретенообразные, тёмно-пурпурные (иногда почти чёрные), когда молодые, после созревания — тёмно-коричневого цвета. По другим данным, шишки яйцевидно-продолговатые, 3—6 см длиной, блестящие, коричневые, многочисленные уже на молодых растениях. Чешуйки закруглённые, слабозубчатые.

## Применение и культивирование

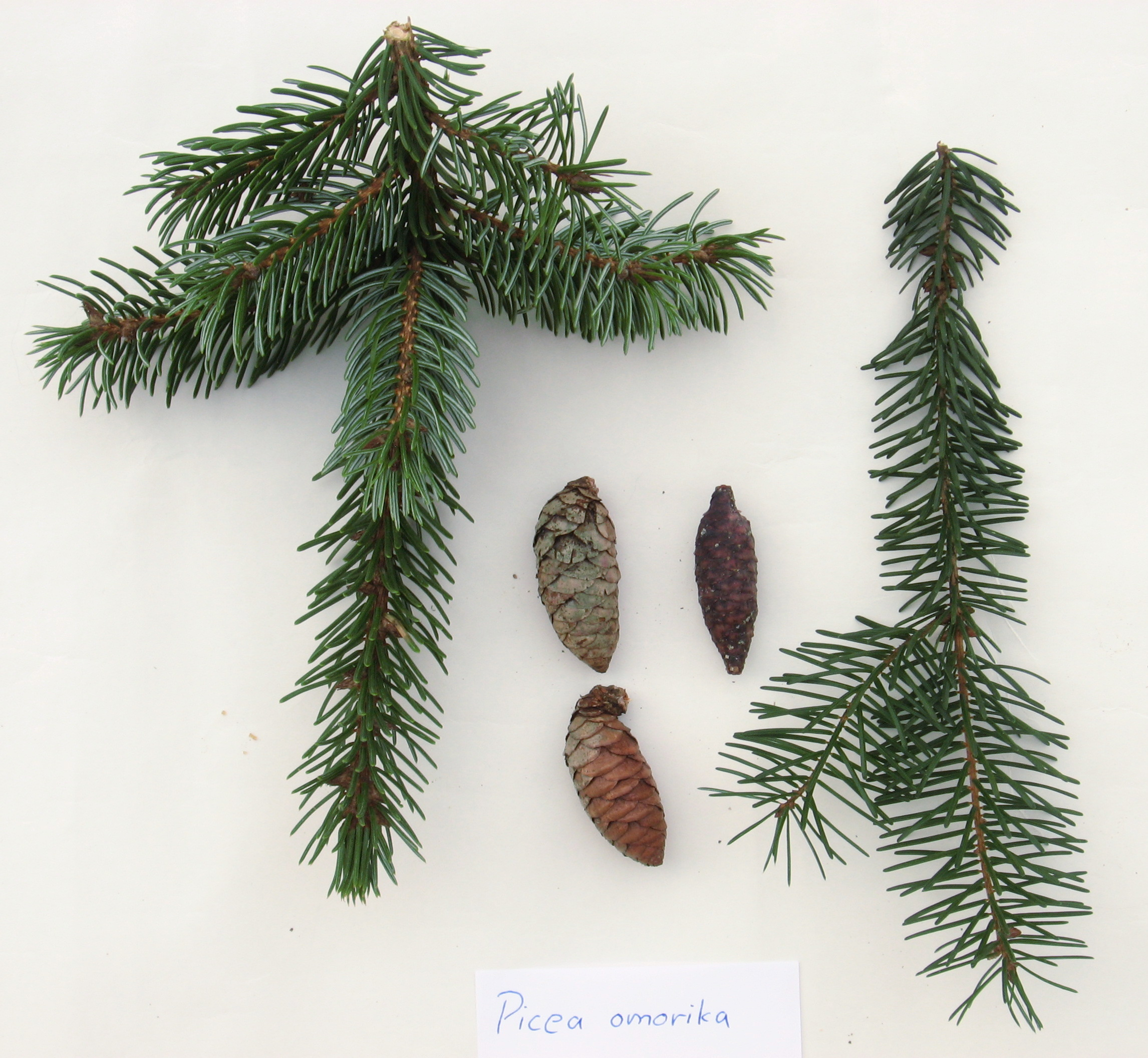
Ель сербская (побеги и шишки)

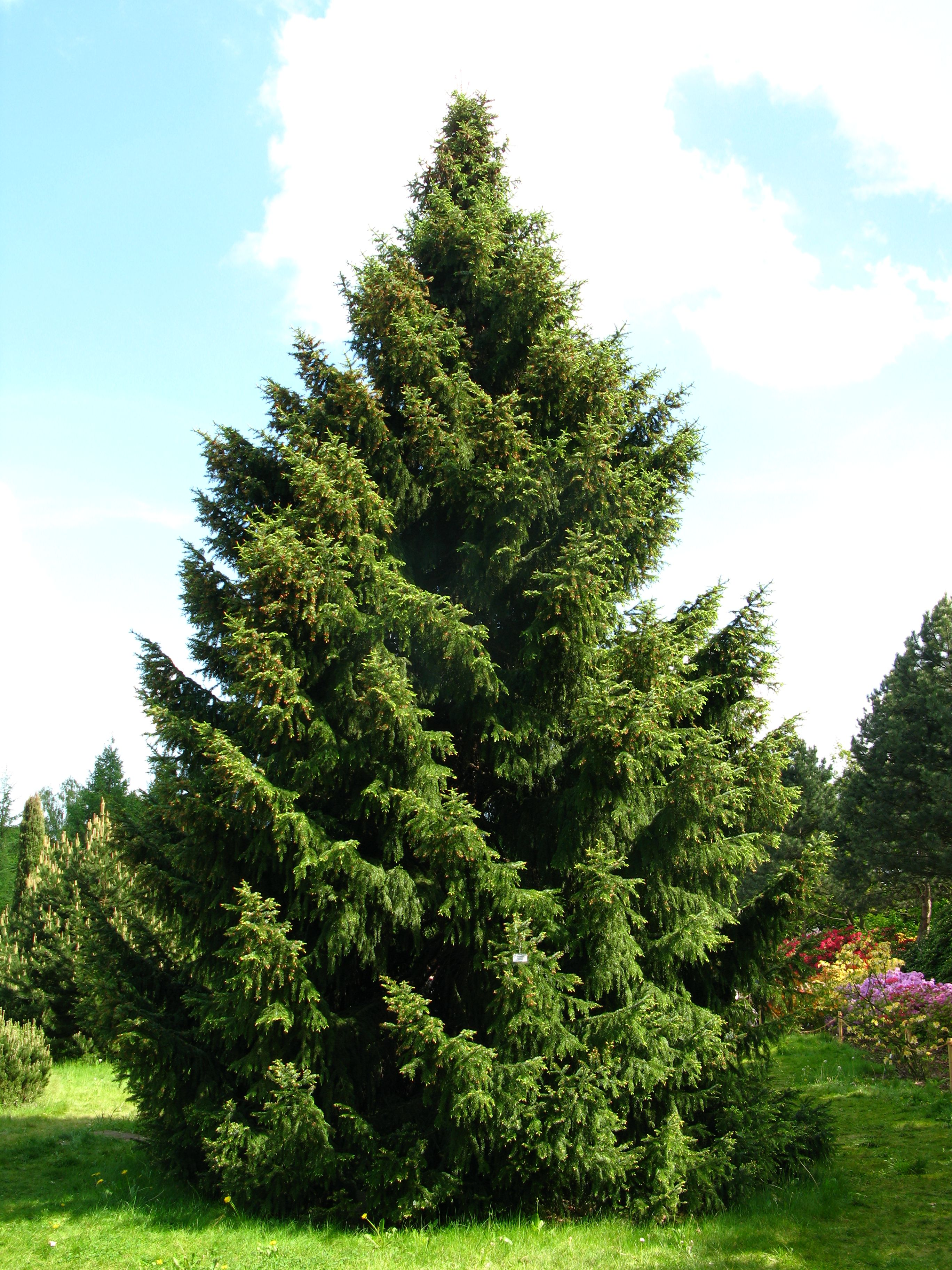
Ель сербская (ширококеглевидная форма)

Вне её естественного ареала, сербская ель имеет большое значение в садоводстве, как декоративное дерево в больших садах, в Северной Европе и Северной Америке ценится за весьма привлекательную форму кроны и способность к росту на различных почвах, включая щелочные, глиняные, кислотные и песчаные, хотя предпочитает влажные суглинки. Кроме того, выращивается в небольших количествах в лесном хозяйстве для новогодних ёлок, производства древесины и бумаги, особенно в северной Европе, хотя её медленный рост делает её менее важной, чем ситхинская или обыкновенная ели.
Из-за ограниченного ареала, она не является основным источником питания для живой природы, но она обеспечивает прикрытие для птиц и мелких млекопитающих. До ледниковых периодов плейстоцена, она была распространена на большей части Европы.
Зимостойка. Относительно дымо- и газоустойчива. Неприхотлива к почвенным и климатическим условиям.

### Сорта
В культуре распространены типичная копьеобразная (высокогорная) форма, широкогеглевидная и различные карликовые формы.
- 'Aurea' — хвоя красивая, жёлтая в течение длительного времени. В остальном похожа на номинальную форму[3].
- 'Borealis' — высокая форма. В 21 год высота 8,7 м, диаметр ствола 13/18 см. Ежегодный прирост 12 см[4].
- 'De Ruyter' De Ruyter, 1938. Происходит из Голландии. Пирамидальная форма с нерегулярным характером нарастания побегов. Форма кроны неправильная. В 10-летнем возрасте высота около 70 см, ширина около 40 см. Согласно другому источнику: 140×90—100 см в 10 лет. Взрослые растения достигают высоты 2—3 м. Иглы короткие, 5—10 мм, верхняя часть глянцевая, тёмно-зелёная, нижняя серебристого цвета с двумя белыми полосками[5][6][7].
- 'Expansa' — карликовая форма без ствола, крона лежит на земле, но рост мощный, концы побегов слегка приподнятые, как у номинальной формы. Известна с 1930 года. Обнаружено Белье в Вестерстеде. Оригинал находится в ботаническом саду Тромпенберг (Роттердам). Размеры этого растения в 1984 году: 4 м в ширину и 80 см в высоту[3].
- 'Gnom' — плотноветвистая широкогеглевидная форма, в 20-летнем возрасте достигает высоты 1,5 м. Ежегодный прирост 2-3 см. Побеги тонкие, гнутые. Иголки очень колючие, направлены вперёд, 10—15 мм длиной, слегка загнутые, сверху с 4—5 белыми устьичными линиями, снизу блестящие, зелёные, в разрезе четырёхгранные. Селектирована у Йеддело в 1951 году[3]. Согласно другому источнику, является не формой, а искусственным гибридом Picea nigra × Picea omorica, созданном в Ольденбурге селекционером Еддлохом (Германия). Известна под названием Р. ×mariorika)[4].
- 'Gnom'.
- 'Kamenz'.
- 'Karel'. Карликовая полусферическая форма. Молодые иглы зелёные, затем серо-зелёные. В пятилетнем возрасте 25×30 см[8], в десятилетнем возрасте предполагаемая высота 50—60 см, ширина 60—70 см.
- 'Minima' — карликовая форма с очень короткими побегами, как у формы 'Nana'. Эта форма найдена в питомнике Йеддело, как «ведьмина метла»[3]. По другим данным отобрана Еддлохом в результате селекции формы 'Nana'. В 10 лет высота 15—20 см, хвоя как у формы 'Nana', побеги очень короткие побеги. Крона округлая[4].
- 'Nana' — ширококеглевидная, плотноветвистая, карликовая форма высотой более 3 м. Иголки неплотные, радиальные, снаружи голубого цвета. Получена в 1930 году в результате мутации[3].
- 'Pendula Bruns' — медленнорастущее дерево высотой до 10 м, диаметром кроны 1—1,5 м. Выведена в Германии в 1930 году. Крона густая, со свисающими ветвями, более узкая, чем у ели обыкновенной. Кора красновато-серая, тонкочешуйчатая. Хвоя игловидная, темно-зелёная, с нижней стороны с двумя широкими светлыми полосами. Годовой прирост в высоту — 10 см, в ширину — 3 см. Светолюбива[4].
- 'Pendula'. Собирательное название. Под этим названием в питомниках находятся формы различного вида: рост прямой, сучья свисающие, или огибающие ствол[3].
- 'Pimoko'.
- 'Schneverdingen'.
- 'Treblitzsch'.
- 'Zuckerhut'. Коническая форма. Иглы слегка повёрнуты, создавая серебристый оттенок.